# Wojciech Gąsienica-Kotelnicki
Wojciech Gąsienica-Kotelnicki (ur. 14 listopada 1989 w Zakopanem) – polski skoczek narciarski i kombinator norweski, reprezentant klubu AZS Zakopane. Drużynowy brązowy medalista Zimowej Uniwersjady 2011.
W reprezentacji zadebiutował 21 stycznia 2006 podczas zawodów FIS Cup w Ljubnie. Jego najlepszym wynikiem w tym cyklu jest zwycięstwo w Szczyrku w lipcu 2013. Najwyżej w klasyfikacji generalnej FIS Cup uplasował się w sezonie 2006/2007, kiedy zajął 28. miejsce. 2 lutego 2008 po raz pierwszy wystąpił w konkursie Pucharu Kontynentalnego, zajmując 80. miejsce w Zakopanem. 3 lutego 2011 zajął 3. miejsce w konkursie drużynowym podczas zimowej uniwersjady. Indywidualnie był 17. i 19.
Zdobył brązowy medal na Letnich Mistrzostwach Polski w skokach narciarskich w konkursie drużynowym z zespołem Startu Krokwi Zakopane. W trzech sezonach powoływany był do młodzieżowej reprezentacji Polski.
Jego rekord życiowy wynosi 143 m. Ustanowił go podczas treningu na Wielkiej Krokwi w Zakopanem.

## Przebieg kariery w skokach narciarskich
Skoki narciarskie zaczął uprawiać w 6. klasie szkoły podstawowej. Wcześniej trenował slalom. W lutym 2004 podczas Mistrzostw TZN w Zakopanem był 33. w rywalizacji juniorów młodszych. Podczas konkursu juniorów młodszych OOM na obiekcie K-65 w Szczyrku był trzydziesty.

### 2004/2005
28 maja 2004 wziął udział w zawodach ligi szkolnej na Małej Krokwi i zajął trzynaste miejsce. 8 czerwca był szesnasty. Podczas zawodów o Wielki Puchar Crunchips w lipcu 2004 uplasował się na 37. lokacie. W sierpniu w Pucharze McDonald’s był 38. 8 października wystąpił w zawodach Euroligi w Zakopanem, gdzie zajął 17. miejsce w stawce roczników 1989-1990. 23 grudnia uplasował się na dziesiątym miejscu w zawodach XXVIII Szkolnej Ligi Sportów Zimowych na Małej Krokwi, w kategorii 1989-90. 2 stycznia 2005 zajął jedenaste miejsce w kolejnym konkursie ligi szkolnej na obiekcie K-65
11 lutego zadebiutował w krajowym cyklu Lotos Cup, startując w kategorii juniorów młodszych. W zawodach rozgrywanych na Małej Krokwi zajął 29. miejsce. Dzień później na obiekcie normalnym był 27. 22 lutego odbył się konkurs Ogólnopolskiej Olimpiady Młodzieży na skoczni K-65, gdzie Kotelnicki zajął 26. miejsce. Na skoczni K-85 był siedemnasty, a w konkursie drużynowym na tym obiekcie był siódmy. 4 marca na obiekcie K-50 w Szczyrku był 24. w zawodach Lotos Cup. Następnie w tym samym miejscu wziął udział w Mistrzostwach Śląsko-Beskidzkiego Związku Narciarskiego. 5 marca odbyła się rywalizacja w kategorii open, gdzie był 48., osiągając 53 m. W drugim dniu rozegrano konkursy w kategoriach wiekowych, Kotelnicki był 18. w serii juniorów młodszych – dwukrotnie skoczył na 65,5 m.
11 marca po raz pierwszy uplasował się w drugiej dziesiątce konkursu Lotos Cup. Zajął 16. miejsce w Wiśle-Łabajowie po próbach o długości 55 m i 50,5 m. Na tej samej skoczni rozegrano konkurs juniorów młodszych podczas Ogólnopolskiego Spotkania Uczniowskich Klubów Sportowych. Zajął trzynastą lokatę, po oddaniu skoków na 52 m i 52,5 m. 19 marca zakończyła się rywalizacja w Pucharze Lotos, a Gąsienica-Kotelnicki uplasował się na 29. pozycji w klasyfikacji swojej kategorii wiekowej.

### 2005/2006

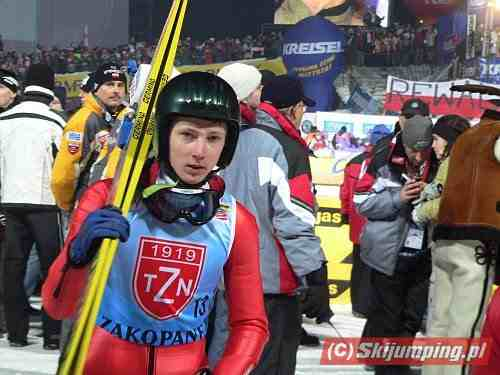
Gąsienica-Kotelnicki jako przedskoczek podczas zawodów PŚ w Zakopanem

W konkursie świątecznym rozegranym 26 grudnia 2005 w Zakopanem był 53. Zajął 23. miejsce w styczniowych Mistrzostwach TZN w Zakopanem, po oddaniu skoków na odległość 108 m i 115,5 m. Dało mu to szóste miejsce w klasyfikacji juniorów.
21 stycznia zadebiutował w oficjalnych zawodach FIS, biorąc udział w zaliczanym do klasyfikacji FIS Cup konkursie w Ljubnie. Po skoku na 75 m zajął 42. miejsce. Następnego dnia uplasował się na 32. lokacie, lądując półtora metra dalej. 8 lutego zwyciężył w kategorii roczników 1988-1989 zawodów ligi szkolnej w Zakopanem. Oddał skoki na 81 m i 87 m. 15 lutego w konkursie OOM na Orlinku zajął, startując już wśród juniorów, czwartą pozycję po skokach na 82,5 m i 78 m. Na Lubawce był trzeci, osiągając 88,5 m i 82 m. 25 lutego po raz pierwszy rywalizował w mistrzostwach Polski. Na dużej skoczni w Zakopanem uplasował się na trzydziestym miejscu, po skokach na 98,5 m i 93 m. Na średnim obiekcie był 23., ex aequo z Krzysztofem Stryczulą – w pierwszej serii skoczył 76,5 m, a w drugiej o pięć metrów krócej. 5 marca na Średniej Krokwi zdobył pierwsze punkty w FIS Cup. W stawce trzydziestu zawodników zajął 23. miejsce, osiągając 78,5 m w pierwszej i 75,5 m w finałowej serii. Zdobyte osiem „oczek” dało mu 226. miejsce w klasyfikacji generalnej na koniec sezonu. 11 marca w Mistrzostwach Śląsko-Beskidzkiego Związku Narciarskiego uplasował się na ósmym miejscu w klasyfikacji juniorskiej, oddając skoki na 73 m i 75 m. Podczas Mistrzostw TZN w Zakopanem kończących krajową rywalizację w sezonie zajął czwarte miejsce wśród juniorów, osiągając odległości 81,5 m i 82,5 m.

### 2006/2007
Gąsienica-Kotelnicki został powołany do prowadzonej przez Adama Celeja kadry B reprezentacji Polski na sezon 2006/2007.
Podczas zawodów o Puchar Doskonałego Mleka, które odbyły się 17 czerwca 2007 na Wielkiej Krokwi zajął 50. miejsce w konkursie seniorów. W rywalizacji juniorów był siedemnasty.
1 lipca w zawodach FIS Cup na skoczni HS-78 w Bischofshofen uplasował się na 27. miejscu, skacząc na 61,5 m i 55 m.
23 lipca 2006 w zawodach o Puchar Crunchips na Średniej Krokwi był piąty w rywalizacji roczników 1988-1989. Oddał skoki na 83,5 m i 79,5 m.
7 października zajął dziesiąte miejsce w konkursie FIS Cup na średniej skoczni w Einsiedeln, osiągając 69 m i 67 m. Dzień później na dużym obiekcie był 28. Po tych konkursach zajmował 48. lokatę w klasyfikacji generalnej.
17 września stanął na najniższym stopniu podium konkursu Letniej Ligi na Średniej Krokwi, w klasyfikacji roczników 1988-1990. 14 października na letnich mistrzostwach Polski w Zakopanem był 48. na dużej i 44. na normalnej skoczni. W lutym brał udział w zawodach w Zakopanem. 10 lutego był trzynasty na Mistrzostwach TZN na dużej skoczni, zwyciężając w klasyfikacji juniorów, po skokach na 114,5 m i 115,5 m.
Tydzień później odbyły się zawody FIS Cup. Po skokach na 81,5 m i 83,5 m zajął ósme miejsce w pierwszym z konkursów. Następnego dnia sklasyfikowano go o jedną lokatę niżej – osiągnął 86 m i 86,5 m. Ostatecznie zajął w klasyfikacji generalnej cyklu 28. miejsce, zebrawszy 94 punkty.
22 lutego w zawodach indywidualnych OOM na normalnym obiekcie był ósmy, lądując na 78,5 m i 70 m. Na Wielkiej Krokwi zajął czwarte miejsce, skacząc na 117,5 m i 122 m.

### 2007/2008
Gąsienica-Kotelnicki znalazł się w składzie reprezentacji Polski na sezon 2007/2008, w ramach kadry młodzieżowej prowadzonej przez Adama Celeja.
23 czerwca 2007 w konkursie o Puchar Doskonałego Mleka w Zakopanem zajął 23. miejsce w kategorii open po skoku na 91,5 m. W klasyfikacji juniorów A był drugi. 22 lipca w konkursie o Wielki Puchar Crunchips na Średniej Krokwi był piętnasty w kategorii Junior A, osiągając w jedynej serii 67 m.
2 września wziął udział w konkursie FIS Cup na obiekcie HS 106 w Oberwiesenthal, gdzie zajął ósme miejsce, oddając skoki na 96 m i 94 m.
21 września na Wielkiej Krokwi odbył się Puchar Solidarności, w którym był 23. Zajął tam ósme miejsce wśród juniorów.
6 i 7 października odbyły się zawody FIS Cup w Einsiedeln. Gąsienica-Kotelnicki zajął 14. miejsce na średniej skoczni i 12. na dużej. Po skończeniu letniej części cyklu plasował się na 27. pozycji w klasyfikacji generalnej.
W październikowych letnich mistrzostwach Polski 2007 w Zakopanem zajął 24. miejsce na dużym obiekcie (po skokach na 112 m i 108 m) i 13. na normalnym (osiągnął 82,5 m i 76 m). 26 grudnia 2007 zajął 22. miejsce w mistrzostwach Polski na Wielkiej Krokwi, skacząc na 110,5 m i 113 m. W dniach 19-20 stycznia wziął udział w konkursach Alpen Cup odbywających się w słoweńskim Kranju. Zajął 54. i 51. miejsce.
2 lutego zadebiutował w zawodach rangi Pucharu Kontynentalnego. W klasyfikacji konkursu na Wielkiej Krokwi zajął 70. miejsce, oddając skok na 105,5 m. Następnego dnia skoczył 6,5 metra dalej i uplasował się na 69. pozycji ex aequo z Romanem Trofimowem. 17 lutego zorganizowano dwa konkursy FIS Cup w Szczyrku. W pierwszym z nich Gąsienica-Kotelnicki zajął ósmą pozycję, w jedynej serii oddając skok na 93,5 m. W drugim natomiast był czternasty, osiągając odległości 97 m i 90,5 m. Ostatecznie w generalnej tabeli tego cyklu zajął 40. miejsce po zdobyciu 122 „oczek”.
Trzy dni później w tym samym miejscu odbyły się konkursy OOM. Zajął ósme miejsce na normalnej skoczni, skacząc na 92,5 m i 88,5 m. W drugim konkursie był dziewiąty. 15 marca w Mistrzostwach TZN na Średniej Krokwi był ósmy w kategorii Junior A, osiągając 76 m i 75,5 m. Na dużym obiekcie z próbami na 103 m i 107 m zajął 19. lokatę w kategorii open, a dziewiątą wśród Juniorów A. W marcu odbyły się także mistrzostwa Polski w Zakopanem. Na dużej skoczni był 39. po próbie na 85,5 m, a na normalnej 23. po skokach na 79,5 m i 76 m.

### 2008/2009
Wojciecha Gąsienicę-Kotelnickiego powołano do kadry młodzieżowej reprezentacji Polski w skokach narciarskich 2008/2009.
19 czerwca był dziewiąty w zawodach Letniej Ligi na Małej Krokwi. 20 lipca 2008 zwyciężył w rozgrywanych na Średniej Krokwi zawodach o Wielki Puchar Crunchips w kategorii Junior A, po oddaniu skoku na 91 m.
9 i 10 sierpnia w Szczyrbskim Jeziorze zdobył punkty FIS Cup, plasując się w rozgrywanych tam zawodach na 18. i 14. pozycji. 22 i 23 sierpnia na kolejnym etapie tego cyklu, w Predazzo, był 41. i 28.
10 września zajął drugie miejsce w konkursie Letniej Ligi na Średniej Krokwi. Powtórzył ten wynik dziewięć dni później na tym samym obiekcie.
Pod koniec września rozegrano letnie mistrzostwa Polski w Wiśle. W konkursie indywidualnym Gąsienica-Kotelnicki był jedenasty, skacząc na 115,5 m i 116,5 m, w drużynowym jego ekipa Start Krokiew Zakopane zdobyła brązowy medal, a on sam oddał skoki na 111 m i 118,5 m.
11 października w Falun zadebiutował w zawodach Letniego Pucharu Kontynentalnego. Oddał skok na 83,5 m i sklasyfikowano go na 32. pozycji. Dzień później był 42.
20 grudnia znów rozegrano konkurs FIS Cup w Szczyrbskim Jeziorze. Tym razem Polak zajął trzynastą lokatę po oddaniu skoków na odległość 89 m i 91 m. W styczniu w Harrachovie był 25. i 22, a w Lauschy dziewiętnasty. Były to jego ostatnie zawody tego cyklu w tamtym sezonie. W klasyfikacji generalnej FIS Cup 2008/2009 zajął 63. lokatę z 81 punktami.
31 stycznia po raz pierwszy wystąpił w zawodach zimowego Pucharu Kontynentalnego poza granicami kraju. W niemieckim Titisee-Neustadt zajął 31. i 36. miejsce. W lutym w Zakopanem był 38. i 66. Zakończył sezon bez punktów w tym cyklu.
14 lutego 2009 zajął 56. miejsce na MP w Wiśle. Rywalizacja drużynowa odbyła się miesiąc później w Szczyrku, tym razem Gąsienica-Kotelnicki wystąpił w drugim składzie swojego klubu. Oddał skoki na 94,5 m i 92,5 m, a jego drużyna zajęła piątą pozycję. 14 marca uplasował się na 20. pozycji podczas Mistrzostw TZN na normalnym obiekcie, co dało mu czwarte miejsce w kategorii Junior A. Na dużej skoczni był 22. w klasyfikacji open i ponownie czwarty wśród juniorów.

### 2009/2010
W sezonie olimpijskim zawodnik znalazł się poza składami kadr reprezentacji Polski.
2 sierpnia 2009 w Międzynarodowym Memoriale Olimpijczyków w Szczyrku zajął siedemnaste miejsce. Sześć dni później zajął najniższe miejsce na podium w rozgrywanym w ramach Tygodnia Kultury Beskidzkiej konkursie o Puchar Prezesa Śląsko-Beskidzkiego Związku Narciarskiego. Tę pozycję podczas konkursu na Malince zapewniły mu skoki na 121 m i 118 m. 26 września był 21. w konkursie o Puchar Solidarności.
W październiku 2009 zajął 34. miejsce na normalnej skoczni i 15. na dużej podczas letnich MP w Zakopanem. W grudniu odbyły się mistrzostwa Polski na Skalitem, gdzie zajął 31. pozycję.

### 2010/2011
W lipcu 2010 odbyły się letnie MP w Szczyrku. Na normalnej skoczni Gąsienica-Kotelnicki zajął 14. miejsce, oddając skoki na odległość 86 m i 84 m. W rywalizacji zespołowej wystąpił w drugiej drużynie Wisły Zakopane. Zajęła ona piąte miejsce, a Kotelnicki osiągnął 84,5 m i 87,5 m. 1 sierpnia w II Międzynarodowym Memoriale Olimpijczyków w Szczyrku zajął siódme miejsce po skokach na 99 m i 96 m. 28 sierpnia w konkursie w Pucharze Burmistrza Zakopanego zdobył brązowy medal, osiągając 124,5 m i 118,5 m.
Wystartował w cyklu rozgrywanych w Zakopanem krajowych zawodów o Puchar Jesieni. Wziął udział we wszystkich ośmiu konkursach i uplasował się na trzecim miejscu w klasyfikacji generalnej, zdobywszy 456 punktów. We wrześniowych konkursach o Puchar Solidarności zajął piąte i szóste miejsce. W grudniu był 20. i 18. w konkursach o Puchar Zimy.
W grudniu 2010 uplasował się na 18. miejscu MP w Zakopanem, skacząc na 110,5 m i 98,5 m. Zajął trzynaste miejsce na Mistrzostwach TZN.
W styczniowych zawodach FIS Cup w Szczyrbskim Jeziorze zajął piętnaste i czternaste miejsce. W Szczyrku był piętnasty i trzynasty. Wziął też udział w konkursach Pucharu Kontynentalnego w Titisee-Neustadt, w których uplasował się na 61. i 43. pozycji. Na przełomie stycznia i lutego odbyła się Zimowa Uniwersjada 2011 w tureckim Erzurum. W konkursie na skoczni HS 140 zajął 19. miejsce po skokach na 120 m i 121,5 m. Na obiekcie HS 109 był siedemnasty, po oddaniu prób na odległość 90 m i 95,5 m. W konkursie drużynowym rozegranym na normalnej skoczni zdobył wraz z braćmi Jakubem i Maciejem Kotami brązowy medal. Skoczył na 94 m i 102 m.
19 lutego odbyły się mistrzostwa Polski na skoczni normalnej w Szczyrku. Zajął piętnaste miejsce, skacząc na 92,5 m i 91 m. W zawodach drużynowych był czwarty. W konkursach Pucharu Kontynentalnego na dużej skoczni w Zakopanem w dniach 26-27 lutego zajął 54. i 60. miejsce. Wziął udział w Mistrzostwach TZN w marcu – na normalnej skoczni był trzynasty, a na dużej był drugi po skoku na 131 m.

### 2011/2012
W sezonie 2011/2012 ponownie wziął udział w zawodach o Puchar Jesieni. Po dwóch konkursach zajmował czwarte miejsce w klasyfikacji generalnej, a następne zostały odwołane. 17 września 2011 sklasyfikowany został na 25. miejscu letnich MP w Zakopanem – odległości, które osiągnął to 104 m i 95 m. Sześć dni później polscy skoczkowie rywalizowali o Puchar Solidarności. Gąsienica-Kotelnicki zajął piąte miejsce, skacząc na 119,5 m i 122,5 m.
26 grudnia 2011 odbyły się Mistrzostwa Polski na Malince – był w nich czternasty, dwukrotnie osiągając 98,5 m. 10 lutego powrócił do rywalizacji w Lotos Cup dzięki wprowadzeniu klasyfikacji seniorów. Zajął dwukrotnie czwarte miejsce na Średniej Krokwi. 22 lutego w Szczyrku był siódmy. 25 lutego 2012 po raz jedyny w tamtym sezonie wystąpił w oficjalnych zawodach FIS. Zajął 65. miejsce w Pucharze Kontynentalnym w Zakopanem.
8 marca uplasował się ponownie na czwartym miejscu na zawodach Lotos Cup w Zakopanem. Zdobyte punkty pozwoliły mu na uplasowanie się na czwartej pozycji w klasyfikacji generalnej cyklu. W marcu 2012 rozegrano Mistrzostwa Polski w Zakopanem. Zajął 36. miejsce w indywidualnym konkursie i ósme w drużynowym. W konkursach o Mistrzostwo TZN zajął siódme i jedenaste miejsce.

### 2012/2013
2 września 2012 zajął 24. miejsce w letnich MP w Wiśle, skacząc na 111,5 m i 110 m. Tydzień później brał udział w zawodach FIS Cup w Wiśle. W pierwszym z nich dwukrotnie lądował na 117. metrze zeskoku i uplasował się na jedenastej pozycji. W drugim zaś dwa razy osiągnął 120 m, co dało mu szóstą lokatę. 6 października w konkursie o Puchar Solidarności na Wielkiej Krokwi zajął piąte miejsce, osiągając 124,5 m w pierwszej serii i o pół metra mniej w drugiej. Dzień później był dziesiąty w zawodach z cyklu Puchar Prezesa TZN.
26 grudnia w konkursie świątecznym w Wiśle zajął 27. miejsce. 28 grudnia po raz pierwszy stanął na podium zawodów Lotos Cup – po oddaniu skoków na 92 m i 91 m uplasował się na drugiej pozycji w Szczyrku. 9 lutego w zawodach FIS Cup w Zakopanem zajął 33. miejsce. Sezon ukończył na 85. pozycji w generalnej klasyfikacji z 64 punktami zdobytymi latem. 13 lutego zajął szóste miejsce w konkursie Lotos Cup na Wielkiej Krokwi. W klasyfikacji generalnej seniorów zajął 10. miejsce, zdobywając 120 punktów i startując w dwóch z sześciu konkursów.

### 2013/2014
20 lipca 2013 w zawodach z cyklu o Puchar Prezesa PZN w Wiśle zajął piętnaste miejsce. Tydzień później rywalizował w konkursach FIS Cup na Skalitem. W pierwszym zajął miejsce czwarte po dwóch skokach na odległość 98 m. Do trzeciego Przemysława Kantyki stracił pół punktu. Dzień później zwyciężył, jako jedyny dwukrotnie osiągając granicę setnego metra – w pierwszej serii skoczył na 102,5 m, a w drugiej na 100 m. Jego przewaga nad drugim Wanglerem wyniosła półtora punktu. Po tych konkursach zajmował czwarte miejsce w klasyfikacji generalnej.
17 sierpnia w Zakopanem po skoku na 123 m uplasował się na 6. miejscu w konkursie FIS Cup. 24 sierpnia zwyciężył w zawodach Pucharu Prezesa PZN w Wiśle. Oddał skoki na 125,5 m i 127 m. 1 września uplasował się na czternastej pozycji na mistrzostwach Polski w Szczyrku. Sześć dni później uplasował się na szesnastej pozycji w Pucharze Solidarności w Zakopanem. Następnego dnia zajął 21. pozycję w letnich mistrzostwach Polski w tym samym miejscu.
14 września w Lillehammer po raz pierwszy w tym sezonie pojawił się w zawodach Letniego Pucharu Kontynentalnego. Zajął 49. miejsce po skoku na 105 m. Następnego dnia również nie zdobył punktów, zajął 63. pozycję.
7 lutego 2014 wystartował w konkursie Lotos Cup w Szczyrku. Zajął czwarte miejsce w stawce jedenastu zawodników kategorii Senior. Dzień później był piąty.
26 lutego zwyciężył w konkursie Lotos Cup na Wielkiej Krokwi. Oddał skoki na 126 m i 125 m. W dwóch następnych dniach startował na tym obiekcie w zawodach FIS Cup – zajął w nich 52. i 31. pozycję. 8 marca wziął udział w konkursie Pucharu Kontynentalnego, również na tej skoczni, skacząc w ramach grupy narodowej. Uplasował się na 39. miejscu po skoku na 118 m. W drugim z konkursów wylądował na 103. metrze i zajął 62. pozycję.

### 2014/2015
Od lata 2014 reprezentuje barwy AZS Zakopane.
19 lipca 2014 wystąpił w indywidualnym konkursie letnich mistrzostw kraju w Wiśle. Uplasował się na szesnastym miejscu, po skokach na 115,5 m i 117,5 m. Dzień później w rywalizacji drużynowej startował w drugim zespole swojego klubu i osiągając 92 m i 113 m uzyskał najsłabszą notę spośród partnerów. Drużyna zajęła szóste miejsce. 27 lipca w VI Memoriale Olimpijczyków w Szczyrku zajął 22. miejsce.
29 sierpnia zajął ósme miejsce w rozegranym w Wiśle konkursie otwierającym cykl Puchar Prezesa PZN 2014. 13 września w zakopiańskich zawodach o Puchar Solidarności zajął dwunastą lokatę.
W konkursie o letnie mistrzostwo kraju na skoczni normalnej w Szczyrku, rozegranym w październiku zajął 22. miejsce
Pod koniec marca 2016 roku poinformował, że kilka miesięcy wcześniej zakończył karierę sportową.

## Przebieg kariery w kombinacji norweskiej
W letnich mistrzostwach Polski 2009 w Zakopanem, które odbyły się 10 października Gąsienica-Kotelnicki zajął dwudzieste miejsce, będąc czwarty po serii skoków.
Rok później mistrzostwa odbyły się w Szczyrku. Po serii skoków, w której osiągnął 99,5 m plasował się na trzeciej pozycji, jednak w biegu osiągnął dwudziesty czas i ostatecznie ukończył go na jedenastej pozycji ze stratą ponad trzech minut do zwycięzcy. We wrześniowym konkursie Pucharu Jesieni 2010 w Zakopanem zajął drugie miejsce, po skokach plasując się na pierwszym. W drugim konkursie tego cyklu zajął szóstą pozycję. 9 października odbył się trzeci konkurs Pucharu Jesieni. Po serii skoków na prowadzeniu był Gąsienica-Kotelnicki, który oddał skok na 85 m. Na pierwszym okrążeniu biegu crossowego Mateusz Wantulok wyprzedził Kotelnickiego, który ostatecznie był siódmy. W ostatnich zawodach tego cyklu osiągnął najlepszy wynik w skokach. Po pierwszym okrążeniu biegu został dogoniony przez Wantuloka, później także przez Wojciecha Marusarza i Konrada Turczaka. Ostatecznie był czwarty, a w klasyfikacji generalnej zajął trzecią pozycję. W rozegranym 18 grudnia konkursie o Puchar Zimy zajął czternastą lokatę, będąc jednak drugim Polakiem w klasyfikacji.
7 października 2011 w zawodach o Puchar Jesieni w Zakopanem zajął szóste miejsce, będąc liderem po skokach.
W 2011 postanowił zaprzestać uprawiania kombinacji norweskiej ze względu na słabą dyspozycję w biegach.

## Osiągnięcia

### Uniwersjada
| Miejsce | Dzień       | Rok  | Miejscowość | Skocznia       | Punkt K | HS     | Konkurs  | Skok 1 | Skok 2  | Nota                  | Strata   | Zwycięzca      |
| ------- | ----------- | ---- | ----------- | -------------- | ------- | ------ | -------- | ------ | ------- | --------------------- | -------- | -------------- |
| 19.     | 29 stycznia | 2011 | Erzurum     | Kiremitliktepe | K-125   | HS-140 | indywid. | 120 m  | 121,5 m | 217,1 pkt             | 68,6 pkt | Matej Dobovšek |
| 17.     | 31 stycznia | 2011 | Erzurum     | Kiremitliktepe | K-95    | HS-109 | indywid. | 90 m   | 95,5 m  | 214,0 pkt             | 55,0 pkt | Matej Dobovšek |
| 3.      | 3 lutego    | 2011 | Erzurum     | Kiremitliktepe | K-95    | HS-109 | druż.    | 94 m   | 102 m   | 735,8 pkt (245,8 pkt) | 7,2 pkt  | Japonia        |

### Puchar Kontynentalny

#### Miejsca w poszczególnych konkursachPucharu Kontynentalnego
| Sezon 2007/2008                                                               |           |           |           |           |                        |                        |            |                  |                  |         |            |               |                  |                  |               |               |                  |                  |               |               |               |               |             |            |           |           |           |           |           |           |        |        |        |        |        |        |        |        |        |        |        |        |        |        |        |        |        |        |        |        |        |        |        |        |        |        |        |        |        |        |        |        |        |        |        |        |        |        |
| Pragelato                                                                     | Pragelato | Rovaniemi | Rovaniemi | Rovaniemi | Garmisch-Partenkirchen | Garmisch-Partenkirchen | Engelberg  | Engelberg        | Kranj            | Kranj   | Sapporo    | Sapporo       | Sapporo          | Brotterode       | Zakopane      | Zakopane      | Hinterzarten     | Hinterzarten     | Iron Mountain | Ramsau        | Ramsau        | Whistler      | Whistler    | Trondheim  | Trondheim | Vikersund | Vikersund | punkty    | punkty    | punkty    | punkty | punkty | punkty | punkty | punkty | punkty | punkty | punkty | punkty | punkty | punkty | punkty | punkty | punkty | punkty | punkty | punkty | punkty | punkty | punkty | punkty | punkty | punkty | punkty | punkty | punkty | punkty | punkty | punkty | punkty | punkty | punkty | punkty | punkty | punkty | punkty | punkty |        |
| -                                                                             | -         | -         | -         | -         | -                      | -                      | -          | -                | -                | -       | -          | -             | -                | -                | 70            | 69            | -                | -                | -             | -             | -             | -             | -           | -          | -         | -         | -         | 0         | 0         | 0         | 0      | 0      | 0      | 0      | 0      | 0      | 0      | 0      | 0      | 0      | 0      | 0      | 0      | 0      | 0      | 0      | 0      | 0      | 0      | 0      | 0      | 0      | 0      | 0      | 0      | 0      | 0      | 0      | 0      | 0      | 0      | 0      | 0      | 0      | 0      | 0      | 0      |        |
| Sezon 2008/2009                                                               |           |           |           |           |                        |                        |            |                  |                  |         |            |               |                  |                  |               |               |                  |                  |               |               |               |               |             |            |           |           |           |           |           |           |        |        |        |        |        |        |        |        |        |        |        |        |        |        |        |        |        |        |        |        |        |        |        |        |        |        |        |        |        |        |        |        |        |        |        |        |        |        |
| Rovaniemi                                                                     | Rovaniemi | Vikersund | Vikersund | Liberec   | Liberec                | Engelberg              | Engelberg  | Braunlage        | Braunlage        | Sapporo | Sapporo    | Sapporo       | Bischofshofen    | Bischofshofen    | Kranj         | Kranj         | Titisee-Neustadt | Titisee-Neustadt | Zakopane      | Zakopane      | Iron Mountain | Iron Mountain | Brotterode  | Brotterode | Wisła     | Wisła     | Trondheim | Trondheim | Pragelato | Pragelato | Ruka   | Ruka   | punkty |        |        |        |        |        |        |        |        |        |        |        |        |        |        |        |        |        |        |        |        |        |        |        |        |        |        |        |        |        |        |        |        |        |        |        |
| -                                                                             | -         | -         | -         | -         | -                      | -                      | -          | -                | -                | -       | -          | -             | -                | -                | -             | -             | 31               | 36               | 38            | 66            | -             | -             | -           | -          | -         | -         | -         | -         | -         | -         | -      | -      | 0      |        |        |        |        |        |        |        |        |        |        |        |        |        |        |        |        |        |        |        |        |        |        |        |        |        |        |        |        |        |        |        |        |        |        |        |
| Sezon 2010/2011                                                               |           |           |           |           |                        |                        |            |                  |                  |         |            |               |                  |                  |               |               |                  |                  |               |               |               |               |             |            |           |           |           |           |           |           |        |        |        |        |        |        |        |        |        |        |        |        |        |        |        |        |        |        |        |        |        |        |        |        |        |        |        |        |        |        |        |        |        |        |        |        |        |        |
| Rovaniemi                                                                     | Rovaniemi | Vikersund | Vikersund | Erzurum   | Erzurum                | Engelberg              | Engelberg  | Sapporo          | Sapporo          | Sapporo | Pjongczang | Pjongczang    | Titisee-Neustadt | Titisee-Neustadt | Bischofshofen | Bischofshofen | Brotterode       | Brotterode       | Iron Mountain | Iron Mountain | Kranj         | Kranj         | Zakopane    | Zakopane   | Kuopio    | Kuopio    | Wisła     | Wisła     | punkty    | punkty    | punkty | punkty | punkty | punkty | punkty | punkty | punkty | punkty | punkty | punkty | punkty | punkty | punkty | punkty | punkty | punkty | punkty | punkty | punkty | punkty | punkty | punkty | punkty | punkty | punkty | punkty | punkty | punkty | punkty | punkty | punkty | punkty | punkty | punkty | punkty | punkty | punkty | punkty |
| -                                                                             | -         | -         | -         | -         | -                      | -                      | -          | -                | -                | -       | -          | -             | 61               | 43               | -             | -             | -                | -                | -             | -             | -             | -             | 54          | 60         | -         | -         | -         | -         | 0         | 0         | 0      | 0      | 0      | 0      | 0      | 0      | 0      | 0      | 0      | 0      | 0      | 0      | 0      | 0      | 0      | 0      | 0      | 0      | 0      | 0      | 0      | 0      | 0      | 0      | 0      | 0      | 0      | 0      | 0      | 0      | 0      | 0      | 0      | 0      | 0      | 0      | 0      | 0      |
| Sezon 2011/2012                                                               |           |           |           |           |                        |                        |            |                  |                  |         |            |               |                  |                  |               |               |                  |                  |               |               |               |               |             |            |           |           |           |           |           |           |        |        |        |        |        |        |        |        |        |        |        |        |        |        |        |        |        |        |        |        |        |        |        |        |        |        |        |        |        |        |        |        |        |        |        |        |        |        |
| Rovaniemi                                                                     | Rovaniemi | Ałmaty    | Ałmaty    | Erzurum   | Erzurum                | Engelberg              | Engelberg  | Titisee-Neustadt | Titisee-Neustadt | Sapporo | Sapporo    | Sapporo       | Bischofshofen    | Bischofshofen    | Brotterode    | Brotterode    | Iron Mountain    | Oslo             | Oslo          | Oslo          | Wisła         | Wisła         | Predazzo    | Predazzo   | Kuopio    | Kuopio    | punkty    | punkty    | punkty    | punkty    | punkty | punkty | punkty | punkty | punkty | punkty | punkty | punkty | punkty | punkty | punkty | punkty | punkty | punkty | punkty | punkty | punkty | punkty | punkty | punkty | punkty | punkty | punkty | punkty | punkty | punkty | punkty | punkty | punkty | punkty | punkty | punkty | punkty | punkty | punkty | punkty |        |        |
| -                                                                             | -         | -         | -         | -         | -                      | -                      | -          | -                | -                | -       | -          | -             | -                | -                | -             | -             | -                | -                | -             | -             | 65            | -             | -           | -          | -         | -         | 0         | 0         | 0         | 0         | 0      | 0      | 0      | 0      | 0      | 0      | 0      | 0      | 0      | 0      | 0      | 0      | 0      | 0      | 0      | 0      | 0      | 0      | 0      | 0      | 0      | 0      | 0      | 0      | 0      | 0      | 0      | 0      | 0      | 0      | 0      | 0      | 0      | 0      | 0      | 0      |        |        |
| Sezon 2013/2014                                                               |           |           |           |           |                        |                        |            |                  |                  |         |            |               |                  |                  |               |               |                  |                  |               |               |               |               |             |            |           |           |           |           |           |           |        |        |        |        |        |        |        |        |        |        |        |        |        |        |        |        |        |        |        |        |        |        |        |        |        |        |        |        |        |        |        |        |        |        |        |        |        |        |
| Rena                                                                          | Rena      | Lahti     | Lahti     | Engelberg | Engelberg              | Courchevel             | Courchevel | Sapporo          | Sapporo          | Sapporo | Sapporo    | Iron Mountain | Iron Mountain    | Brotterode       | Brotterode    | Brotterode    | Seefeld          | Seefeld          | Falun         | Falun         | Zakopane      | Zakopane      | Niżny Tagił | punkty     | punkty    | punkty    | punkty    | punkty    | punkty    | punkty    | punkty | punkty | punkty | punkty | punkty | punkty | punkty | punkty | punkty | punkty | punkty | punkty | punkty | punkty | punkty | punkty | punkty | punkty | punkty | punkty | punkty | punkty | punkty | punkty | punkty | punkty | punkty | punkty | punkty | punkty | punkty | punkty | punkty |        |        |        |        |        |
| -                                                                             | -         | -         | -         | -         | -                      | -                      | -          | -                | -                | -       | -          | -             | -                | -                | -             | -             | -                | -                | -             | -             | 39            | 62            | -           | 0          | 0         | 0         | 0         | 0         | 0         | 0         | 0      | 0      | 0      | 0      | 0      | 0      | 0      | 0      | 0      | 0      | 0      | 0      | 0      | 0      | 0      | 0      | 0      | 0      | 0      | 0      | 0      | 0      | 0      | 0      | 0      | 0      | 0      | 0      | 0      | 0      | 0      | 0      | 0      |        |        |        |        |        |
| Legenda                                                                       |           |           |           |           |                        |                        |            |                  |                  |         |            |               |                  |                  |               |               |                  |                  |               |               |               |               |             |            |           |           |           |           |           |           |        |        |        |        |        |        |        |        |        |        |        |        |        |        |        |        |        |        |        |        |        |        |        |        |        |        |        |        |        |        |        |        |        |        |        |        |        |        |
| 1 2 3 4-10 11-30 poniżej 30 dq – dyskwalifikacja - – zawodnik nie wystartował |           |           |           |           |                        |                        |            |                  |                  |         |            |               |                  |                  |               |               |                  |                  |               |               |               |               |             |            |           |           |           |           |           |           |        |        |        |        |        |        |        |        |        |        |        |        |        |        |        |        |        |        |        |        |        |        |        |        |        |        |        |        |        |        |        |        |        |        |        |        |        |        |

### Letni Puchar Kontynentalny

#### Miejsca w poszczególnych konkursachLetniego Pucharu Kontynentalnego
| 2008                                                                          |         |       |             |             |         |             |             |             |             |        |        |        |        |        |        |        |        |        |
| Velenje                                                                       | Velenje | Kranj | Lillehammer | Lillehammer | Villach | Villach     | Oberstdorf  | Oberstdorf  | Falun       | Falun  | punkty |        |        |        |        |        |        |        |
| -                                                                             | -       | -     | -           | -           | -       | -           | -           | -           | 32          | 42     | 0      |        |        |        |        |        |        |        |
| 2013                                                                          |         |       |             |             |         |             |             |             |             |        |        |        |        |        |        |        |        |        |
| Stams                                                                         | Stams   | Kranj | Kranj       | Kuopio      | Kuopio  | Lillehammer | Lillehammer | Klingenthal | Klingenthal | punkty | punkty | punkty | punkty | punkty | punkty | punkty | punkty | punkty |
| -                                                                             | -       | -     | -           | -           | -       | 49          | 63          | -           | -           | 0      | 0      | 0      | 0      | 0      | 0      | 0      | 0      | 0      |
| Legenda                                                                       |         |       |             |             |         |             |             |             |             |        |        |        |        |        |        |        |        |        |
| 1 2 3 4-10 11-30 poniżej 30 dq – dyskwalifikacja - − zawodnik nie wystartował |         |       |             |             |         |             |             |             |             |        |        |        |        |        |        |        |        |        |

### FIS Cup

#### Miejsca w klasyfikacji generalnej FIS Cup
| Sezon     | Miejsce |
| --------- | ------- |
| 2005/2006 | 226.    |
| 2006/2007 | 28.     |
| 2007/2008 | 40.     |
| 2008/2009 | 63.     |
| 2010/2011 | 90.     |
| 2012/2013 | 85.     |
| 2013/2014 | 19.     |
| 2014/2015 | 169.    |

#### Zwycięstwa w zawodach FIS Cupu
| Lp. | Dzień    | Rok  | Miejscowość | Skocznia | Punkt K | HS     | Skok 1  | Skok 2  | Nota      |
| --- | -------- | ---- | ----------- | -------- | ------- | ------ | ------- | ------- | --------- |
| 1.  | 28 lipca | 2013 | Szczyrk     | Skalite  | K-95    | HS-109 | 102,5 m | 100,0 m | 254,5 pkt |

#### Miejsca w poszczególnych konkursachFIS Cupu
| Sezon 2005/2006                                                               |                |                        |                     |              |              |            |            |                     |             |            |           |                     |                     |          |             |                     |          |             |             |            |             |             |             |              |              |        |        |        |        |        |        |        |        |        |        |        |        |        |        |        |        |        |        |
| Predazzo                                                                      | Predazzo       | Bischofshofen          | Bischofshofen       | Sankt Moritz | Sankt Moritz | Vikersund  | Vikersund  | Kuopio              | Kuopio      | Seefeld    | Harrachov | Harrachov           | Ljubno              | Ljubno   | Courchevel  | Courchevel          | Zaō      | Zaō         | Sapporo     | Zakopane   | punkty      | punkty      | punkty      | punkty       | punkty       | punkty | punkty | punkty | punkty | punkty | punkty | punkty | punkty | punkty | punkty | punkty | punkty | punkty | punkty |        |        |        |        |
| -                                                                             | -              | -                      | -                   | -            | -            | -          | -          | -                   | -           | -          | -         | -                   | 42                  | 32       | -           | -                   | -        | -           | -           | 23         | 8           | 8           | 8           | 8            | 8            | 8      | 8      | 8      | 8      | 8      | 8      | 8      | 8      | 8      | 8      | 8      | 8      | 8      | 8      |        |        |        |        |
| Sezon 2006/2007                                                               |                |                        |                     |              |              |            |            |                     |             |            |           |                     |                     |          |             |                     |          |             |             |            |             |             |             |              |              |        |        |        |        |        |        |        |        |        |        |        |        |        |        |        |        |        |        |
| Bischofshofen                                                                 | Bischofshofen  | Garmisch-Partenkirchen | Örnsköldsvik        | Örnsköldsvik | Einsiedeln   | Einsiedeln | Seefeld    | Chaux-Neuve         | Chaux-Neuve | Zakopane   | Zakopane  | Zaō                 | Zaō                 | Sapporo  | punkty      | punkty              | punkty   | punkty      | punkty      | punkty     | punkty      | punkty      | punkty      | punkty       | punkty       | punkty | punkty | punkty | punkty | punkty | punkty | punkty | punkty |        |        |        |        |        |        |        |        |        |        |
| dq                                                                            | 27             | 34                     | -                   | -            | 10           | 28         | -          | -                   | -           | 8          | 9         | -                   | -                   | -        | 94          | 94                  | 94       | 94          | 94          | 94         | 94          | 94          | 94          | 94           | 94           | 94     | 94     | 94     | 94     | 94     | 94     | 94     | 94     |        |        |        |        |        |        |        |        |        |        |
| Sezon 2007/2008                                                               |                |                        |                     |              |              |            |            |                     |             |            |           |                     |                     |          |             |                     |          |             |             |            |             |             |             |              |              |        |        |        |        |        |        |        |        |        |        |        |        |        |        |        |        |        |        |
| Bischofshofen                                                                 | Bischofshofen  | Oberwiesenthal         | Oberwiesenthal      | Falun        | Falun        | Einsiedeln | Einsiedeln | Notodden            | Notodden    | Harrachov  | Harrachov | Lauscha             | Lauscha             | Eisenerz | Eisenerz    | Kuopio              | Kuopio   | Szczyrk     | Szczyrk     | Whistler   | Whistler    | Sapporo     | Zaō         | Zaō          | punkty       | punkty | punkty | punkty | punkty | punkty | punkty | punkty | punkty | punkty | punkty | punkty | punkty | punkty | punkty | punkty | punkty | punkty | punkty |
| -                                                                             | -              | dq                     | 8                   | -            | -            | 14         | 12         | -                   | -           | -          | -         | -                   | -                   | -        | -           | -                   | -        | 14          | 8           | -          | -           | -           | -           | -            | 122          | 122    | 122    | 122    | 122    | 122    | 122    | 122    | 122    | 122    | 122    | 122    | 122    | 122    | 122    | 122    | 122    | 122    | 122    |
| Sezon 2008/2009                                                               |                |                        |                     |              |              |            |            |                     |             |            |           |                     |                     |          |             |                     |          |             |             |            |             |             |             |              |              |        |        |        |        |        |        |        |        |        |        |        |        |        |        |        |        |        |        |
| Oberwiesenthal                                                                | Oberwiesenthal | Szczyrbskie Jezioro    | Szczyrbskie Jezioro | Predazzo     | Predazzo     | Einsiedeln | Einsiedeln | Szczyrbskie Jezioro | Harrachov   | Harrachov  | Yabuli    | Lauscha             | Eisenerz            | Eisenerz | Notodden    | Notodden            | Ljubno   | Ljubno      | Zaō         | Zaō        | Sapporo     | punkty      | punkty      | punkty       | punkty       | punkty | punkty | punkty | punkty | punkty | punkty | punkty | punkty | punkty | punkty | punkty | punkty | punkty | punkty | punkty |        |        |        |
| -                                                                             | -              | 18                     | 14                  | 41           | 28           | -          | -          | 13                  | 25          | 22         | -         | 19                  | -                   | -        | -           | -                   | -        | -           | -           | -          | -           | 81          | 81          | 81           | 81           | 81     | 81     | 81     | 81     | 81     | 81     | 81     | 81     | 81     | 81     | 81     | 81     | 81     | 81     | 81     |        |        |        |
| Sezon 2010/2011                                                               |                |                        |                     |              |              |            |            |                     |             |            |           |                     |                     |          |             |                     |          |             |             |            |             |             |             |              |              |        |        |        |        |        |        |        |        |        |        |        |        |        |        |        |        |        |        |
| Villach                                                                       | Villach        | Szczyrbskie Jezioro    | Szczyrbskie Jezioro | Örnsköldsvik | Örnsköldsvik | Falun      | Falun      | Einsiedeln          | Einsiedeln  | Notodden   | Notodden  | Szczyrbskie Jezioro | Szczyrbskie Jezioro | Szczyrk  | Szczyrk     | Kranj               | Kranj    | Ramsau      | Ramsau      | Ruhpolding | Ruhpolding  | Zaō         | Zaō         | punkty       | punkty       | punkty | punkty | punkty | punkty | punkty | punkty | punkty | punkty | punkty | punkty | punkty | punkty | punkty | punkty | punkty | punkty | punkty |        |
| -                                                                             | -              | -                      | -                   | -            | -            | -          | -          | -                   | -           | -          | -         | 15                  | 14                  | 15       | 13          | -                   | -        | -           | -           | -          | -           | -           | -           | 70           | 70           | 70     | 70     | 70     | 70     | 70     | 70     | 70     | 70     | 70     | 70     | 70     | 70     | 70     | 70     | 70     | 70     | 70     |        |
| Sezon 2012/2013                                                               |                |                        |                     |              |              |            |            |                     |             |            |           |                     |                     |          |             |                     |          |             |             |            |             |             |             |              |              |        |        |        |        |        |        |        |        |        |        |        |        |        |        |        |        |        |        |
| Râșnov                                                                        | Villach        | Villach                | Kuopio              | Kuopio       | Wisła        | Wisła      | Einsiedeln | Einsiedeln          | Winterberg  | Winterberg | Râșnov    | Râșnov              | Zakopane            | Zakopane | Brattleboro | Brattleboro         | Kranj    | Kranj       | Oberstdorf  | Oberstdorf | punkty      | punkty      | punkty      | punkty       | punkty       | punkty | punkty | punkty | punkty | punkty | punkty | punkty | punkty | punkty | punkty | punkty | punkty | punkty | punkty |        |        |        |        |
| -                                                                             | -              | -                      | -                   | -            | 11           | 6          | -          | -                   | -           | -          | -         | -                   | 33                  | -        | -           | -                   | -        | -           | -           | -          | 64          | 64          | 64          | 64           | 64           | 64     | 64     | 64     | 64     | 64     | 64     | 64     | 64     | 64     | 64     | 64     | 64     | 64     | 64     |        |        |        |        |
| Sezon 2013/2014                                                               |                |                        |                     |              |              |            |            |                     |             |            |           |                     |                     |          |             |                     |          |             |             |            |             |             |             |              |              |        |        |        |        |        |        |        |        |        |        |        |        |        |        |        |        |        |        |
| Villach                                                                       | Villach        | Szczyrk                | Szczyrk             | Kuopio       | Kuopio       | Kranj      | Kranj      | Zakopane            | Zakopane    | Frenštát   | Frenštát  | Einsiedeln          | Einsiedeln          | Râșnov   | Râșnov      | Notodden            | Notodden | Brattleboro | Brattleboro | Râșnov     | Râșnov      | Zakopane    | Zakopane    | punkty       | punkty       | punkty | punkty | punkty | punkty | punkty | punkty | punkty | punkty | punkty | punkty | punkty | punkty | punkty | punkty | punkty | punkty | punkty |        |
| -                                                                             | -              | 4                      | 1                   | -            | -            | -          | -          | 6                   | -           | -          | -         | -                   | -                   | -        | -           | -                   | -        | -           | -           | -          | -           | 52          | 31          | 190          | 190          | 190    | 190    | 190    | 190    | 190    | 190    | 190    | 190    | 190    | 190    | 190    | 190    | 190    | 190    | 190    | 190    | 190    |        |
| Sezon 2014/2015                                                               |                |                        |                     |              |              |            |            |                     |             |            |           |                     |                     |          |             |                     |          |             |             |            |             |             |             |              |              |        |        |        |        |        |        |        |        |        |        |        |        |        |        |        |        |        |        |
| Villach                                                                       | Villach        | Hinterzarten           | Hinterzarten        | Kuopio       | Kuopio       | Einsiedeln | Einsiedeln | Planica             | Planica     | Szczyrk    | Szczyrk   | Râșnov              | Râșnov              | Notodden | Notodden    | Szczyrbskie Jezioro | Zakopane | Zakopane    | Kranj       | Kranj      | Brattleboro | Brattleboro | Lake Placid | Hinterzarten | Hinterzarten | punkty |        |        |        |        |        |        |        |        |        |        |        |        |        |        |        |        |        |
| -                                                                             | -              | -                      | -                   | -            | -            | -          | -          | -                   | -           | 19         | 28        | -                   | -                   | -        | -           | -                   | -        | -           | -           | -          | -           | -           | -           | -            | -            | 15     |        |        |        |        |        |        |        |        |        |        |        |        |        |        |        |        |        |
| Legenda                                                                       |                |                        |                     |              |              |            |            |                     |             |            |           |                     |                     |          |             |                     |          |             |             |            |             |             |             |              |              |        |        |        |        |        |        |        |        |        |        |        |        |        |        |        |        |        |        |
| 1 2 3 4-10 11-30 poniżej 30 dq – dyskwalifikacja - − zawodnik nie wystartował |                |                        |                     |              |              |            |            |                     |             |            |           |                     |                     |          |             |                     |          |             |             |            |             |             |             |              |              |        |        |        |        |        |        |        |        |        |        |        |        |        |        |        |        |        |        |

### Mistrzostwa Polski

#### Zimowe mistrzostwa Polski seniorów w skokach narciarskich
| Miejsce | Dzień      | Rok  | Miejscowość | Skocznia        | Punkt K | HS     | Konkurs | Skok 1  | Skok 2  | Nota                  | Strata    | Zwycięzca            |
| ------- | ---------- | ---- | ----------- | --------------- | ------- | ------ | ------- | ------- | ------- | --------------------- | --------- | -------------------- |
| 30.     | 25 lutego  | 2006 | Zakopane    | Wielka Krokiew  | K-120   | HS-134 | ind.    | 98,5 m  | 93 m    | 128,2 pkt             | 150,7 pkt | Robert Mateja        |
| 23.     | 26 lutego  | 2006 | Zakopane    | Średnia Krokiew | K-85    | HS-94  | ind.    | 76,5 m  | 71,5 m  | 174,0 pkt             | 75,5 pkt  | Adam Małysz          |
| 22.     | 26 grudnia | 2007 | Zakopane    | Wielka Krokiew  | K-120   | HS-134 | ind.    | 110,5 m | 113,0 m | 189,8 pkt             | 75,6 pkt  | Kamil Stoch          |
| 39.     | 18 marca   | 2008 | Zakopane    | Wielka Krokiew  | K-120   | HS-134 | ind.    | 85,5 m  | –       | 38,4 pkt              | 235,3 pkt | Adam Małysz          |
| 23.     | 20 marca   | 2008 | Zakopane    | Średnia Krokiew | K-85    | HS-94  | ind.    | 79,5 m  | 76,0 m  | 193,0 pkt             | 66,5 pkt  | Adam Małysz          |
| 56.     | 14 lutego  | 2009 | Wisła       | Malinka         | K-120   | HS-134 | ind.    | 66,5 m  | –       | 4,7 pkt               | 226,7 pkt | Kamil Stoch          |
| 5.      | 26 marca   | 2009 | Szczyrk     | Skalite         | K-95    | HS-106 | druż.   | 94,5 m  | 92,5 m  | 809,5 pkt (218,5 pkt) | 164,0 pkt | KS Wisła Ustronianka |
| 31.     | 26 grudnia | 2009 | Szczyrk     | Skalite         | K-95    | HS-106 | ind.    | 79,0 m  | –       | 73,0 pkt              | 183,0 pkt | Adam Małysz          |
| 18.     | 26 grudnia | 2010 | Zakopane    | Wielka Krokiew  | K-120   | HS-134 | ind.    | 110,5 m | 98,5 m  | 163,7 pkt             | 108,9 pkt | Adam Małysz          |
| 15.     | 19 lutego  | 2011 | Szczyrk     | Skalite         | K-95    | HS-106 | ind.    | 92,5 m  | 91,0 m  | 211,5 pkt             | 47,0 pkt  | Kamil Stoch          |
| 4.      | 18 lutego  | 2011 | Szczyrk     | Skalite         | K-95    | HS-106 | druż.   | 97,5 m  | 92,0 m  | 225,0 pkt             | 39,0 pkt  | TS Wisła Zakopane    |
| 14.     | 26 grudnia | 2011 | Wisła       | Malinka         | K-120   | HS-134 | ind.    | 98,5 m  | 98,5 m  | 148,8 pkt             | 140,4 pkt | Kamil Stoch          |
| 8.      | 24 marca   | 2012 | Zakopane    | Wielka Krokiew  | K-120   | HS-134 | druż.   | 95,0 m  | 95,0 m  | 564,1 pkt (123,0 pkt) | 495,4 pkt | AZS Zakopane         |
| 36.     | 25 marca   | 2012 | Zakopane    | Wielka Krokiew  | K-120   | HS-134 | ind.    | 96,0 m  | –       | 66,3 pkt              | 219,6 pkt | Kamil Stoch          |
| 16.     | 27 marca   | 2013 | Wisła       | Malinka         | K-120   | HS-134 | ind.    | 124,5 m | 122,5 m | 240,6 pkt             | 76,2 pkt  | Maciej Kot           |

#### Letnie mistrzostwa Polski seniorów w skokach narciarskich
| Miejsce | Dzień           | Rok  | Miejscowość | Skocznia        | Punkt K | HS     | Konkurs | Skok 1  | Skok 2  | Nota                  | Strata    | Zwycięzca      |
| ------- | --------------- | ---- | ----------- | --------------- | ------- | ------ | ------- | ------- | ------- | --------------------- | --------- | -------------- |
| 48.     | 14 października | 2006 | Zakopane    | Wielka Krokiew  | K-120   | HS-134 | ind.    | 85,0 m  | -       | 38,5 pkt              | 223,3 pkt | Adam Małysz    |
| 44.     | 15 października | 2006 | Zakopane    | Średnia Krokiew | K-85    | HS-94  | ind.    | 68,5 m  | -       | 75,0 pkt              | 185,0 pkt | Adam Małysz    |
| 24.     | 13 października | 2007 | Zakopane    | Wielka Krokiew  | K-120   | HS-134 | ind.    | 112,0 m | 108,0 m | 174,0 pkt             | 97,9 pkt  | Adam Małysz    |
| 13.     | 14 października | 2007 | Zakopane    | Średnia Krokiew | K-85    | HS-94  | ind.    | 82,5 m  | 76,0 m  | 202,0 pkt             | 51,0 pkt  | Adam Małysz    |
| 11.     | 27 września     | 2008 | Wisła       | Malinka         | K-120   | HS-134 | ind.    | 115,5 m | 116,5 m | 210,6 pkt             | 68,0 pkt  | Adam Małysz    |
| 3.      | 28 września     | 2008 | Wisła       | Malinka         | K-120   | HS-134 | druż.   | 111,0 m | 118,5 m | 899,1 pkt (207,1 pkt) | 78,2 pkt  | Wisła Zakopane |
| 34.     | 10 października | 2009 | Zakopane    | Średnia Krokiew | K-85    | HS-94  | ind.    | 71,5 m  | -       | 82,5 pkt              | 163,5 pkt | Adam Małysz    |
| 15.     | 11 października | 2009 | Zakopane    | Wielka Krokiew  | K-120   | HS-134 | ind.    | 117,0 m | 112,0 m | 204,2 pkt             | 60,7 pkt  | Adam Małysz    |
| 14.     | 23 lipca        | 2010 | Szczyrk     | Skalite         | K-95    | HS-106 | ind.    | 86,0 m  | 84,0 m  | 183,0 pkt             | 79,5 pkt  | Adam Małysz    |
| 5.      | 24 lipca        | 2010 | Szczyrk     | Skalite         | K-95    | HS-106 | druż.   | 84,5 m  | 87,5 m  | 708,0 pkt (187,0 pkt) | 258,5 pkt | AZS Zakopane   |
| 25.     | 17 września     | 2011 | Zakopane    | Wielka Krokiew  | K-120   | HS-134 | ind.    | 104,0 m | 95,0 m  | 141,2 pkt             | 112,2 pkt | Kamil Stoch    |
| 24.     | 2 września      | 2012 | Wisła       | Malinka         | K-120   | HS-134 | ind.    | 111,5 m | 110,0 m | 189,7 pkt             | 66,0 pkt  | Maciej Kot     |
| 14.     | 1 września      | 2013 | Szczyrk     | Skalite         | K-95    | HS-106 | ind.    | 95,0 m  | 95,0 m  | 231,0 pkt             | 35,5 pkt  | Dawid Kubacki  |
| 21.     | 8 września      | 2013 | Zakopane    | Wielka Krokiew  | K-120   | HS-134 | ind.    | 117,0 m | 117,0 m | 212,2 pkt             | 51,6 pkt  | Jan Ziobro     |
| 16.     | 19 lipca        | 2014 | Wisła       | Malinka         | K-120   | HS-134 | ind.    | 115,5 m | 117,5 m | 212,4 pkt             | 67,2 pkt  | Kamil Stoch    |
| 6.      | 20 lipca        | 2014 | Wisła       | Malinka         | K-120   | HS-134 | druż.   | 92,0 m  | 113,0 m | 802,5 (155,0 pkt)     | 124 pkt   | AZS Zakopane I |
| 22.     | 11 października | 2014 | Szczyrk     | Skalite         | K-95    | HS-106 | ind.    | 85,0 m  | 89,5 m  | 189,5 pkt             | 86,5 pkt  | Piotr Żyła     |

### Lotos Cup

#### Miejsca w klasyfikacji generalnej Lotos Cup
| Sezon | Kategoria      | Miejsce |
| ----- | -------------- | ------- |
| 2005  | Junior młodszy | 29.     |
| 2012  | Senior         | 4.      |
| 2013  | Senior         | 10.     |
| 2014  | Senior         | 4.      |

#### Miejsca w poszczególnych konkursach Lotos Cup
| Sezon 2005                                               |          |         |          |          |          |               |        |        |        |        |        |        |        |        |        |        |        |    |    |
| Wisła Łabajów                                            | Zagórz   | Szczyrk | Zakopane | Zakopane | Szczyrk  | Wisła Łabajów | Zagórz | punkty | punkty | punkty | punkty | punkty | punkty | punkty | punkty | punkty | punkty |    |    |
| -                                                        | -        | -       | 29       | 27       | 24       | 16            | -      | 28     | 28     | 28     | 28     | 28     | 28     | 28     | 28     | 28     | 28     | 28 | 28 |
| Sezon 2012                                               |          |         |          |          |          |               |        |        |        |        |        |        |        |        |        |        |        |    |    |
| Zakopane                                                 | Zakopane | Szczyrk | Zakopane | punkty   | punkty   | punkty        | punkty | punkty | punkty | punkty | punkty | punkty | punkty |        |        |        |        |    |    |
| 4                                                        | 4        | 7       | 4        | 186      | 186      | 186           | 186    | 186    | 186    | 186    | 186    | 186    | 186    | 186    | 186    |        |        |    |    |
| Sezon 2013                                               |          |         |          |          |          |               |        |        |        |        |        |        |        |        |        |        |        |    |    |
| Szczyrk                                                  | Wisła    | Wisła   | Zakopane | Zakopane | Zakopane | punkty        | punkty | punkty | punkty | punkty | punkty | punkty | punkty | punkty | punkty |        |        |    |    |
| 2                                                        | -        | -       | 6        | -        | -        | 120           | 120    | 120    | 120    | 120    | 120    | 120    | 120    | 120    | 120    | 120    | 120    |    |    |
| Sezon 2014                                               |          |         |          |          |          |               |        |        |        |        |        |        |        |        |        |        |        |    |    |
| Wisła                                                    | Wisła    | Szczyrk | Szczyrk  | Zakopane | punkty   | punkty        | punkty | punkty | punkty | punkty | punkty | punkty | punkty | punkty |        |        |        |    |    |
| -                                                        | -        | 4       | 5        | 1        | 195      | 195           | 195    | 195    | 195    | 195    | 195    | 195    | 195    | 195    | 195    | 195    |        |    |    |
| Legenda                                                  |          |         |          |          |          |               |        |        |        |        |        |        |        |        |        |        |        |    |    |
| 1 2 3 4-10 11-30 poniżej 30 - – zawodnik nie wystartował |          |         |          |          |          |               |        |        |        |        |        |        |        |        |        |        |        |    |    |

### Inne osiągnięcia
- Mistrzostwa TZN
  - 2005 – 6. miejsce wśród juniorów[24]
  - 2006 – 4. miejsce wśród juniorów[35]
  - 2007 – zwycięstwo w klasyfikacji juniorów[47]
  - 2008 – 8. miejsce na normalnej skoczni w klasyfikacji Junior A[70] i 9. w klasyfikacji Junior A[72]
  - 2009 – 4. miejsce w klasyfikacji Junior A na normalnej skoczni[88] i na dużej skoczni[90]
  - 2011 – 2. miejsce na dużej skoczni[113]
  - 2012 – 7.[126]
- Ogólnopolska Olimpiada Młodzieży
  - 2006 – 4.[28] i 3. miejsce[29] wśród juniorów
  - 2007 – 8. miejsce na normalnej skoczni[51], 4. miejsce na dużej skoczni[52]
  - 2008 – 9.[68] i 8. miejsce[69]
- Wielki Puchar Crunchips
  - 2006 – 6. miejsce w klasyfikacji 1988-1989[40]
  - 2008 – zwycięstwo w kategorii Junior A[77]
- Mistrzostwa Śląsko-Beskidzkiego Związku Narciarskiego 2006 – 8. miejsce w konkursie juniorów[34]
- Puchar Doskonałego Mleka
  - 2007 – 2. miejsce w klasyfikacji Junior A[54]
- Puchar Solidarności
  - 2007 – 8. miejsce wśród juniorów[58]
  - 2010 – 5.[102] i 6.[103] miejsce
  - 2011 – 5. miejsce[117]
  - 2012 – 5. miejsce[131]
- Międzynarodowy Memoriał Olimpijczyków w Szczyrku 2010 – 7. miejsce[99]
- Puchar Prezesa Śląsko-Beskidzkiego Związku Narciarskiego 2009 – 3. miejsce[92]
- Puchar Burmistrza Zakopanego „o Góralski Kapelusz” 2010 – 3. miejsce[100]
- Puchar Jesieni 2010 – 3. miejsce w klasyfikacji generalnej[101]
- Puchar Jesieni 2011 – 4. miejsce w klasyfikacji generalnej[114]